# Azenaide Carlos
Azenaide Danila José Carlos sau Zizica (n. 14 iunie 1990, în Luanda) este o handbalistă angoleză care joacă pe postul de intermediar dreapta pentru clubul românesc Corona Brașov și pentru echipa națională a Angolei.
Ea a participat la Campionatul Mondial din 2011, desfășurat în Brazilia, și la Jocurile Olimpice din 2008, 2012, 2016 și 2020.
Azenaide Carlos și-a petrecut prima parte a carierei la clubul angolez Primeiro de Agosto. În ianuarie 2014, ea s-a transferat la rivala Petro Atlético. A mai jucat pentru Kastamonu Belediyesi GSK și CS Rapid București.

## Palmares
- Liga Campionilor:
  - Sfertfinalistă: 2023
  - Optimi de finală: 2021
  - Grupe: 2020

- Cupa EHF:
  - Semifinalistă: 2020

- Campionatul Croației:
  -  Câștigătoare: 2021

- Cupa Croației:
  -  Finalistă: 2021

- Supercupa Turciei:
  -  Câștigătoare: 2022

- Liga Națională:
  -  Câștigătoare: 2022
  -  Medalie de argint: 2023